# Colin Singer
 (novembre 2018).
Pour les articles homonymes, voir Singer.
Colin R. Singer, né en 1959, est un avocat canadien spécialisé dans le droit de l'immigration et auteur publié sur des questions d'immigration au Canada.
Il est le directeur fondateur du Centre de ressources sur la citoyenneté canadienne et l'immigration (CCIRC) Inc. et d’Immigration.ca.
Singer a été impresario de Rick Genest pendant les premières années de sa carrière professionnelle. Il est aussi photographe.

## Biographie

### Éducation
Colin Singer est titulaire d'un baccalauréat en droit de l'Université d'Ottawa (1986) et d'un baccalauréat de l'Université McGill, avec spécialisation en relations industrielles (1982).

### Carrière
Colin Singer, avocat en droit de l’immigration, est membre du Barreau du Québec et de l'Association du Barreau canadien depuis 1988 et il est membre de l'Ordre des conseillers en relations industrielles du Québec depuis 2000.
De 1998 à 2001, Colin Singer est membre exécutif des sections du droit de l'immigration et du Québec de l'Association du Barreau canadien. Depuis 2004, il est membre de la section canadienne de l’American Immigration Lawyers Association. Il a comparu à deux reprises devant le Comité permanent de la citoyenneté et de l'immigration de la Chambre des communes du Canada  en tant que témoin expert,.
Depuis 2009, il est gouverneur de la Fondation du Barreau du Québec, un organisme sans but lucratif voué à l'avancement de la profession juridique et il est devenu membre à vie en 2018.

## Médias et publications
À partir de 2000, Singer est rédacteur en chef adjoint d’Immigration Law Reporter (3e édition), une publication de Carswell.
Il est récipiendaire de plusieurs prix pour ses publications juridiques et un contributeur de contenu éditorial sur plusieurs plateformes de médias grand public telles que Mondaq, Financial Post, CNN et Lawyers Daily'.
Il est le fondateur d'un site web sur l'immigration : immigration.ca,.

## Divertissement
Il a été présenté à Rick Genest pour régler notamment un problème de passeport à l'occasion de la campagne de mode parisienne Thierry Mugler en janvier 2011,. En février de cette même année, Singer est devenu le manager de Zombie Boy. Selon Slate, il fait de Zombie Boy « une marque ». Il signe Genest pour son apparition dans le vidéoclip de Lady Gaga Born This Way. Il signe ensuite un contrat de deux ans pour Genest qui devient le premier modèle de porte-parole masculin de L'Oréal.

## Photographie et Cinéma
Avec Rick Genest comme muse, Colin est devenu un photographe de mode publié au niveau international, promouvant Zombie Boy à travers une expression artistique de modification corporelle capturée à travers des images de haute couture.
Poursuivant son travail avec Zombie Boy, Singer a été le producteur exécutif de "In Faustian Fashion" – un film de 2013 mettant en scène Rick Genest.